# National League 1878
National League 1878 var den tredje sæson i baseballligaen National League, og ligaen havde deltagelse af seks hold. Mesterskabet blev vundet af Boston Red Caps, som vandt 41 og tabte 19 kampe, og som dermed vandt National League for anden gang – første gang var i 1877.

## Resultater
| Plac. | Hold                     | Kampe | Vundne | Uafgj. | Tabte | Proc.  |
| ----- | ------------------------ | ----- | ------ | ------ | ----- | ------ |
| 1.    | Boston Red Caps          | 60    | 41     | 0      | 19    | 68,3 % |
| 2.    | Cincinnati Red Stockings | 61    | 37     | 1      | 23    | 61,7 % |
| 3.    | Providence Grays         | 62    | 33     | 2      | 27    | 55,0 % |
| 4.    | Chicago White Stockings  | 61    | 30     | 1      | 30    | 50,0 % |
| 5.    | Indianapolis Blues       | 63    | 24     | 3      | 36    | 40,0 % |
| 6.    | Milwaukee Cream Citys    | 61    | 15     | 1      | 45    | 25,0 % |